# The Buried Life
The Buried Life är en realityserie på MTV. Serien handlar om fyra vänner från Kanada som försöker att genomföra en lista över "100 saker att göra innan du dör." Första avsnittet sändes den 18 januari 2010. Två säsonger av serien har spelats in.

## Premiss
Serien fokuserar på de fyra vännerna Ben, Jonnie, Duncan, och Dave när de reser över hela Nordamerika i en lila buss som de döpt till "Penelope" för att slutföra en lista över "100 saker att göra innan du dör." För varje sak de avklarat på sin lista, hjälper en främling dem att uppnå någon av sina drömmar och uppmuntrar andra att gå efter sina egna listor. Vart än de går, ställer de frågan: "Vad vill du göra innan du dör". De har klarat av de flesta sakerna på sin lista som varierar från att be en tjej om en träff till att klara sig utan mat och andra tillbehör på en öde ö. De gör alltid något annorlunda och galet.